# Hōjō Ujikuni
Hōjō Ujikuni est un nom japonais traditionnel ; le nom de famille (ou le nom d'école), Hōjō, précède donc le prénom (ou le nom d'artiste).
Hōjō Ujikuni (北条 氏邦, 1541-19 septembre 1597) est un samouraï de l'époque Sengoku, troisième fils de Hōjō Ujiyasu et frère de Ujimasa Hojo.

## Biographie
Troisième fils de Hojo Ujiyasu, un puissant daimyo dans la région du Kanto surnommé le lion de Sagami. Sa mère est Zuikeii-in, sœur d'Imagawa Yoshimoto.
Il est adopté par Yasukuni Fujita et épouse sa fille, Dai Gozen. Il eut plusieurs enfants, mais aucun ne survivra.
Ujikuni est un commandant de haut rang lors de l'invasion de la province de Kozuke. Il est aussi seigneur du château de Hachigata, province de Musashi, qui est assiégé à deux reprises, en 1568 et 1590.
Après avoir perdu son château au profit de Toyotomi Hideyoshi, Ujikuni participe à la défense du château d'Odawara, résidence centrale des Hōjō. Le siège d'Odawara de 1590 est le dernier combat des Hōjō et marque leur perte d'importance et de pouvoir. Ses frères Ujimasa et Ujiteru se suicidèrent.
Il meurt en 1597, son fils adoptif Naosada devient vassal du clan Tokugawa.

## Famille
- Père : Ujiyasu Hojo, fils de Hojo Ujitsuna.
- Mère : Zuikeii-in, sœur d'Imagawa Yoshimoto
- Frères :
  - Ujimasa Hojo
  - Ujiteru Hojo
  - Ujinori Hojo
  - Ujitada Hojo
  - Kagetora Uesugi
  - Ujimitsu Hojo
- Sœurs :
  - Dame Hayakawa, épouse Ujizane Imagawa
  - Dame Hojo (Shizuka ou Keirin-in), épouse Katsuyori Takeda
  - Nanamagari-dono, épouse Ujishige Hojo

- Femme :
  - Dai Gozen, fille de Yasukuni Fujita

- Enfants :
  - 4 fils morts jeunes
  - Adoptifs : Nobuyoshi Fujita, Naosada Hojo

## Source de la traduction
- (en) Cet article est partiellement ou en totalité issu de l’article de Wikipédia en anglais intitulé « Hōjō Ujikuni » (voir la liste des auteurs).